# Sherborne
Sherborne egy angol város (town), Dorset megye északnyugat részén a Délnyugat-Anglia régióban. A város a Yeo folyó partján, a Blackmore Vale tájegység peremén helyezkedik el. A 2011-es népszámlálás idején 9523-an laktak a településen, akiknek 28,7%-a 65 évnél idősebb volt.
Sherborne nevezetességei közé tartozik gótikus apátsága, a 12. századi vár romjai és a Sir Walter Raleigh által építtetett, 16. századi udvarház, a Sherborne Castle.

## Története

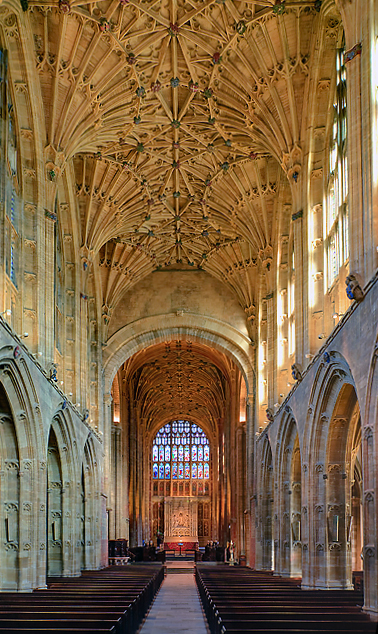
Az apátság temploma

A város neve szász eredetű, Scir burne (jelentése tiszta patak) formában szerepel a 11. századi Domesday Bookban.
Sherborne egy ideig Wessex szász királyság fővárosa volt; Nagy Alfréd bátyjai, Æthelberht és Æthelbald királyok az apátságban vannak eltemetve. Az apátságot 705-ben alapította Ine király Szt. Aldhelm számára és egyben megalapította a sherbourne-i püspökséget is. A püspökség székhelye 1075-ben Old Sarumba költözött, a templom pedig bencés kolostorrá alakult át. A 15. században a templom leégett a kolostor és a város közötti feszült viszony idején és 1425–1504 között újjáépítették. Miután VIII. Henrik megszüntette a kolostorokat, 1539-ben Sir John Horsey vásárolta meg a birtokait, az apátsági templom pedig hagyományos templommá vált.
A 12. században Roger de Caen, Salisbury püspöke és a király kancellárja megerődített palotát építtetett Sherborne-ban, amelyet 1645-ben Lord Fairfax romboltatott le az angol polgárháború során.
1594-ben I. Erzsébet kegyence, Sir Walter Raleigh udvarházat emeltetett a városban, amelyet ma Sherborne Castle néven ismernek.
Az egyéb nevezetes épületek közé tartozik a középkori szökőkút és a szegényház, valamint az iskolának átalakított udvarház, a Sherborne House.

## Oktatás
Sherborne-ban már a kora középkorban is voltak iskolák, Nagy Alfréd is itt tanult. 1550-ben az apátság kihasználatlan épületeiben megnyílt az Edward király iskola (mai neve Sherborne School), amely ma Anglia egyik legszínvonalasabb magániskolája. Többek között itt tanult Alan Turing, Jeremy Irons, Chris Martin és John le Carré. Itt működik az 1992-ben több iskola összeolvadásával létrehozott anglikán középiskola, a Gryphon School; a Leweston School és a Sherborne-i Lányiskola.
A városnak futball- (Sherborne Town F.C.), krikett- (Sherborne CC) és rögbicsapata is van (Sherborne RFC).

## Testvérvárosok
Sherborne tagja a Douzelage testvérváros-szövetségnek, amelyhez az Európai Unió minden országából (egyelőre Horvátország kivételével) egy-egy város tartozik. 
| Altea, Spanyolország – 1991 Bad Kötzting, Németország – 1991 Bellagio, Olaszország – 1991 Bundoran, Írország – 1991 Granville, Franciaország – 1991 Holstebro, Dánia – 1991 | Houffalize, Belgium – 1991 Meerssen, Hollandia – 1991 Niederanven, Luxemburg – 1991 Préveza, Görögország – 1991 Sesimbra, Portugália – 1991 Sherborne, Egyesült Királyság – 1991 | Karkkila, Finnország – 1997 Oxelösund, Svédország – 1998 Judenburg, Ausztria – 1999 Chojna, Lengyelország – 2004 Kőszeg, Magyarország – 2004 Sigulda, Lettország – 2004 | Sušice, Csehország – 2004 Türi, Észtország – 2004 Zólyom, Szlovákia – 2007 Prienai, Litvánia – 2008 Marsaskala, Málta – 2009 Szeretvásár, Románia – 2010 |

## Galéria

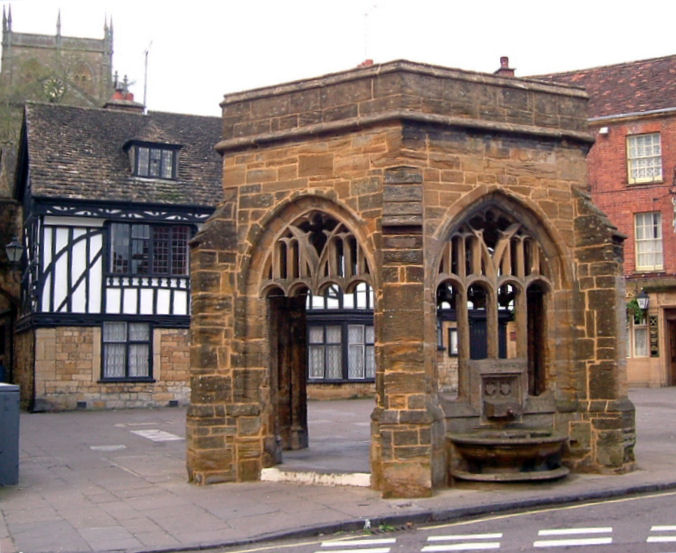
A szökőkút
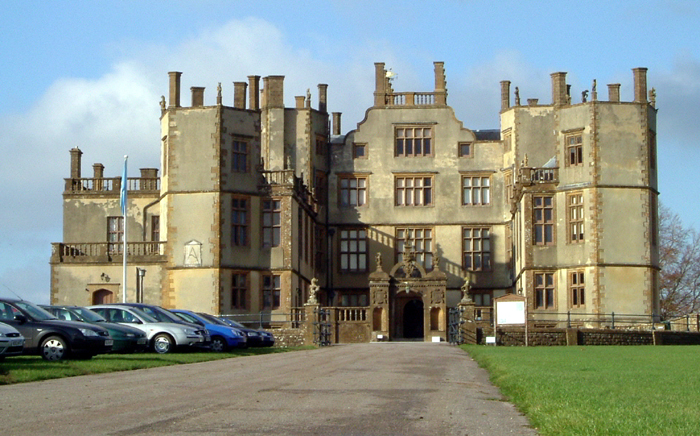
Sherborne Castle
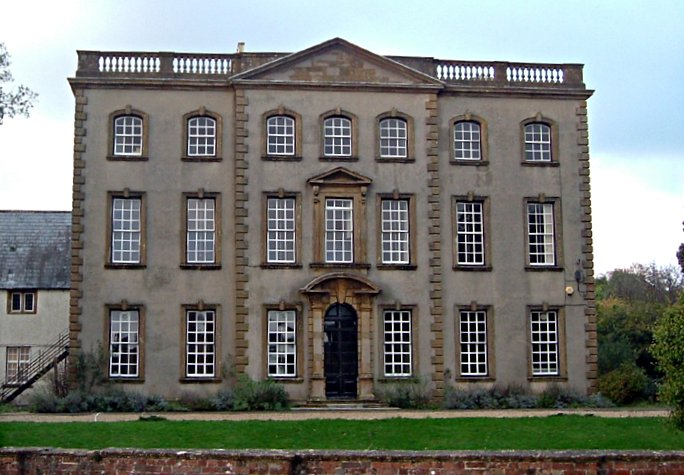
Sherborne House
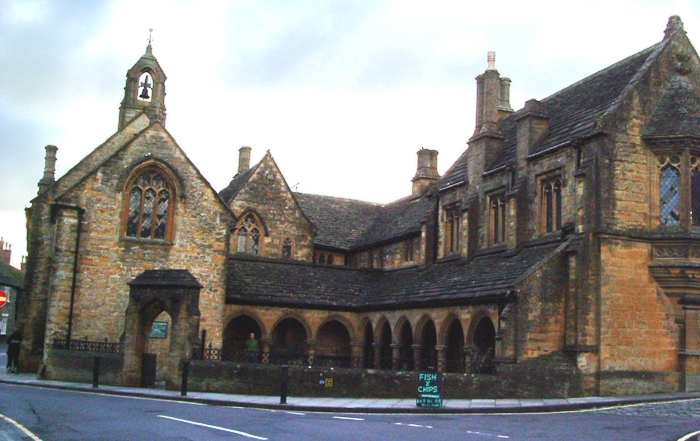
A középkori szegényház
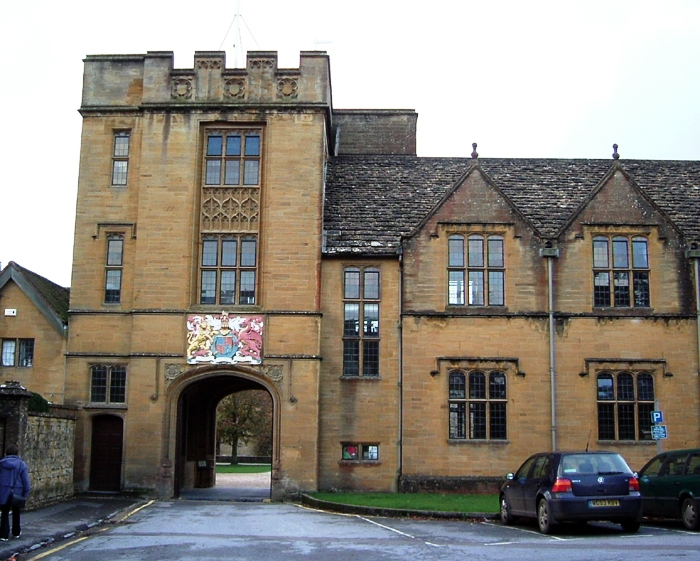
Sherborne School

## Fordítás
- Ez a szócikk részben vagy egészben  a   Sherborne című angol Wikipédia-szócikk ezen változatának fordításán alapul.  Az eredeti cikk szerkesztőit annak laptörténete sorolja fel. Ez a jelzés csupán a megfogalmazás eredetét és a szerzői jogokat jelzi, nem szolgál a cikkben szereplő információk forrásmegjelöléseként.